# Ігор Василькович
І́гор Васи́лькович (у хрещенні — Іван; †1141) — князь галицький (1124-1141), теребовельський. Син Василька Ростиславича, молодший брат Ростислава Васильковича.

## Життєпис
Після смерті батька у 1124 році став правити в Галичі. Таким чином Галицьке князівство відокремилось від Теребовлянського, де правив його брат Ростислав (Григорій). Низка істориків вважають, що Іван був старшим сином, і його прихід у Галич посприяв становленню Галича як майбутнього центра об'єднаного Галицького князівства.
Після смерті брата Ростислава став князем у Теребовлі, але залишився у Галичі, ймовірно, бо місто переважало старий Теребовль через краще стратегічне розташування.
Був одружений з Ганною — дочкою чернігівського, а пізніше великого київського князя Всеволода Ольговича.
На думку деяких дослідників, похований або у Василеві (залишки поховання були віднайдені у саркофазі біля північної стіни білокам’яного храму-усипальні під час археологічної експедиції Тимощука (у 1940-их—1950-их).), або у Галичі в монастирській церкві св. Івана Хрестителя на Цариченці, саркофаг з його останками виявлений під час розкопок у південній наві церкви.
Володимирко Володарович після смерті Івана Васильковича в 1141 році об'єднав усі галицькі землі в єдине князівство та переніс столицю до Галича.